# Clermont (Oise)
Clermont is een gemeente in het Franse departement Oise (regio Hauts-de-France). Het is de onderprefectuur van het arrondissement Clermont. Clermont telde op 1 januari 2022 10.704 inwoners. In de gemeente ligt spoorwegstation Clermont-de-l'Oise.

## Geschiedenis
De plaats is waarschijnlijk in de 10e eeuw ontstaan rond een feodaal kasteel. De plaats werd voor het eerst vermeld in 1023 en de oudste delen van de donjon die overblijft van het kasteel zijn van omstreeks het jaar 1100. In 1197 kreeg Clermont van graaf Lodewijk van Champagne een stadscharter met bepaalde privileges. In de middeleeuwen bestond de stad uit drie delen: het kasteel en zijn voorburcht met daarin de kapittelkerk, de bourg die ommuurd was en drie stadspoorten had, en de faubourg ten zuidwesten van de stad met daarin de twee kloosters van de stad.
De stad had te lijden onder oorlogsgeweld (Honderdjarige Oorlog, Jacquerie en Hugenotenoorlogen). In 1590 werd de stad gedurende 17 dagen geplunderd en hierbij gingen de stadsarchieven in vlammen op.
In het Verdrag van Saint-Germain-en-Laye (1570) werd de faubourg van Clermont aangeduid als een van de plaatsen waar de protestanten hun godsdienst mochten uitoefenen. De protestantse kerk van de stad was een van de grootste in Frankrijk en hier werden twee algemene synodes van de Franse protestantse kerken gehouden. Na de intrekking van het Edict van Nantes in 1685 verlieten protestantse inwoners de stad. Dit waren vaak handelaars en dit betekende een economische aderlating voor de stad. Clermont bleef wel een administratief en handelscentrum met zijn markten.
In de 18e eeuw verloor het kasteel zijn militaire functie en werden ook de stadsmuren geslecht. Van de drie stadspoorten, Porte du Bourg, Porte du Hart en Porte Nointel, bleef enkel de laatste bewaard.
In 1846 werd de gemeente aangesloten op het spoorwegnetwerk en kwam er wat kleine industrie. Een vrouwengevangenis en een groot hospitaal waren grote werkgevers en de bevolking verdubbelde gedurende de 19e eeuw. In 1944 leed de stad schade door een geallieerd bombardement. Na de oorlog werden nieuwe wijken gebouwd (Faÿ, Les Sables en Les Culoires) maar verdween het grootste deel van de industrie.

## Geografie
De oppervlakte van Clermont bedroeg op 1 januari 2022 5,81 vierkante kilometer; de bevolkingsdichtheid was toen 1.842,3 inwoners per km².

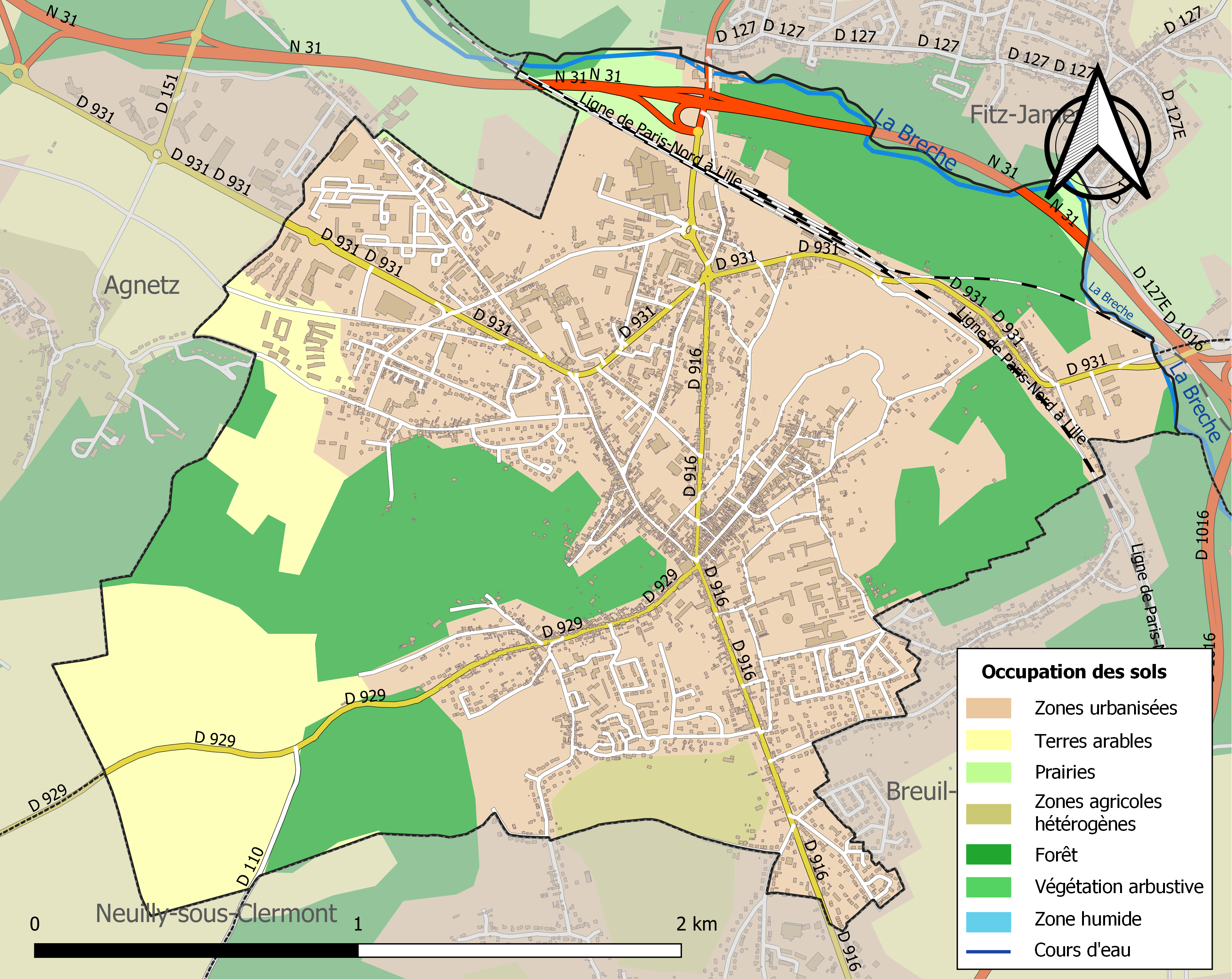
Kaart van de gemeente met belangrijkste infrastructuur, bodemgebruik en omliggende gemeenten

## Demografie
Onderstaande figuur toont het verloop van het inwonertal (bron: INSEE-tellingen).